# Schizymenium pusillum
Schizymenium pusillum là một loài Rêu trong họ Bryaceae. Loài này được (Hook. f. & Wilson) A.J. Shaw miêu tả khoa học đầu tiên năm 1985.